# Mariona Caldentey
Maria Francesca „Mariona“ Caldentey Oliver (* 19. března 1996 Felanitx), známá jako Mariona, je španělská fotbalistka, která hraje za anglický Arsenal a španělskou reprezentaci. Jde o všestrannou hráčku, může hrát kdekoliv v záloze nebo útoku. Před přestupem do Arsenalu hrála 10 let za Barcelonu, za kterou odehrála přes 300 zápasů a vstřelila kolem 100 gólů.
S Barcelonou zvítězila třikrát v Lize mistrů, s Arsenalem zvítězila jednou. S reprezentací se stala mistryní světa.